# Club Social y Deportivo Huehueteco
El Club Social y Deportivo Huehueteco fue un equipo de fútbol de Guatemala con sede en Huehuetenango. Fundado en 2012, militó en Primera y Segunda División de Guatemala.

## Jugadores

### Plantilla Clausura 2016
- = Lesionado de larga duración
- = Capitán

#### Altas Clausura 2016
| Altas            |               |                              |         |
| Jugador          | Posición      | Procedencia                  | Tipo    |
| Víctor Hernández | Defensa       | Deportivo Puerto de San José | Fichaje |
| Jorge Arana      | Defensa       | FC Santa Lucia Cotzumalguapa | Fichaje |
| Jeremías Perez   |               | Bandera de ?                 | Fichaje |
| Marco Morgon     | Mediocampista | Alianza Petrolera            | Fichaje |

- Datos: Q25406729